# Филипп Ирапский
Филипп Ирапский (мирское имя Феофил; 1493—1537) — преподобный Русской церкви. Ученик преподобного Корнилия Комельского. Основатель Филиппо-Ирапской Красноборской пустыни на реке Андоге.
Житие составлено иноком Спасо-Каменного монастыря Германом, жившим некоторое время с преподобным Филиппом в его пустыни и с его слов. Опубликовано и прокомментировано В. О. Ключевским в 1879 году. Более поздний список XVII века подвергнут редакции, несколько спутавшей содержание. В этом варианте жития добавлены посмертные чудеса святого, произошедшие в период от 1661 до 1673 года. Датировки Германа содержат анахронизмы, что и привело к некоторой путанице в определении дат жизни святого.

## Жизнеописание

### Ранние годы и монастырская жизнь
Будущий преподобный, по происхождению крестьянин, в самом юном возрасте остался сиротой и родителей своих не помнил. Во время голода покинул родину, питался подаянием, пока не поселился вблизи Корнилиева монастыря у человека по имени Василий. С детства отличался прилежанием к молитве и посту, избегая детских игр, регулярно посещал богослужения. Преподобный Корнилий пожелал видеть отрока и после беседы с ним принял его на послушание в свой монастырь. Феофилу тогда было 12 лет. Через 3 года пострижен преподобным Корнилием с именем Филипп. Воспитание юного инока было поручено монаху по имени Флавиан. Флавиан обучил его грамоте, а также Священному Писанию. Нёс послушания в церкви и в пекарне, а по ночам предавался молитве. Через время по просьбе братии преподобный Корнилий поставил его в священники.

### Красноборская пустынь
Желая избежать человеческой славы, Филипп решил покинуть монастырь и получил на это благословение преподобного Корнилия. Через время отправился на север, желая найти место для безмолвия и уединённой молитвы. По дороге он ночевал в Спасском монастыре на Кубенском озере, где познакомился с иноком Германом, своим будущим жизнеописателем.
После долгого пути в красивом (красном) бору на берегу реки Андоги в Белозерском крае святой выбрал место для своего уединения. Желая устроить на этом месте келию, Филипп обратился к местному удельному князю Андрею Васильевичу Шелешпанскому с просьбой разрешить поселиться здесь. Князь определил место при впадении ручья Малый Ирап в Андогу. Позже князь дал землю между Большим и Малым Ирапом. Произошло это в 1517 году 8 мая, на память Иоанна Богослова.
На выбранном месте святой поставил келью и часовню во имя Живоначальной Троицы. Вскоре подвиги поселившегося в окрестностях подвижника привлекли к нему множество людей, которые шли к святому за духовным советом. При помощи местных жителей в скором времени поставлена церковь, освященная во имя Святой Живоначальной Троицы. Князь дал в церковь Евангелие, Апостол и необходимую церковную утварь.
После 15 лет уединённого подвижничества в Филиппову пустынь пришёл монах Спасо-Каменного монастыря Герман и просил позволения жить и молиться вместе со святым. Последние годы Герман делил монашеские подвиги вместе с преподобным Филиппом. Святой Филипп преставился 14 ноября 7046 (1537) года, в день памяти своего небесного покровителя апостола Филиппа. На следующий день в пустынь пришёл иеромонах Александро-Свирского монастыря Иов, с которым они предали земле тело преподобного Филиппа. Герман, прожив в пустыни 40 дней, вернулся на Кубенское озеро.
По свидетельству Германа, преподобный от рождения прожил 45 лет.

## Прославление
Время прославления точно неизвестно. Известно, что во 2-й половине XVII века почитался как преподобный. Тогда была составлена 2-я редакция жития. К житию приложены тропарь и кондак святому. Тогда же была написана икона святого. Образцом послужил более древний образ, присланный княгиней Ольгой Кривоборской. Ключевский предполагает, что местное почитание преподобного началось ещё в XVI веке. Память святого установлена в день его пришествия в Пустынь 8 мая и день кончины 14 ноября.